# Lost & Found Records
Lost & Found Records est un label discographique allemand de punk hardcore, basé à Wedemark.

## Histoire
Le label produit une variété de disques dans les années 1980 et 1990. Parfois, des rumeurs circulent selon lesquelles le label ait profité de quelques groupes,. À la fin des années 1990, le portefeuille est élargi à d'autres styles de musique et le sous-label de hip-hop Check Your Head Records est fondé. Depuis, le label n'est actif que dans la vente par correspondance de supports sonores et de vêtements.

## Discographie sélective
| Numéro | Groupe                   | Titre                        | Année | Format         |
| ------ | ------------------------ | ---------------------------- | ----- | -------------- |
| LF001  | Government Issue         | Fun and Games                | 1988  | 7"             |
| LF002  | Minor Threat             | Live at Buff Hall            | 1988  | vinyle live    |
| LF003  | Septic Death             | Somewhere In Time            | 1988  | vinyle live    |
| LF004  | Impatient Youth          | Don't Listen                 | 1988  | LP             |
| LF005  | Social Unrest            | Mental Breakdown             | 1988  | LP             |
| LF006  | White Flag               | Within You, Without You      | 1990  | 7"             |
| LF007  | Impatient Youth          | Frontline                    | 1990  | 7"             |
| LF008  | Artificial Peace         | Assault and Battery          | 1990  | 7"             |
| LF009  | Artificial Peace         | Outside Looking In           | 1990  | LP             |
| LF010  | United Mutation          | Insanity / Kyo Ki            | 1990  | 7"             |
| LF011  | Malefice                 | Lotus Blossom                | 1990  | album          |
| LF012  | Government Issue         | Finale                       | 1989  | LP live double |
| LF013  | Bored Youth              | Touch and Go                 | 1990  | 7"             |
| LF014  | The Meatmen              | Now We'll Make Lotsa Pals    | 1990  | 7"             |
| LF015  | The Fix                  | Cold Days                    | 1990  | LP             |
| LF016  | Fastbacks                | In America                   | 1991  | LP             |
| LF017  | Media Disease            | Hit and Run                  | 1990  | double vinyle  |
| LF018  | Lyle                     | Lyle                         | 1991  | LP             |
| LF019  | Skeezicks                | No Second Chance             | 1991  | LP             |
| LF020  | The F.U.'s               | The Origin of the Straw Dogs | 1990  | 2xLP           |
| LF021  | Septic Death             | Gore Story                   | 1991  | LP             |
| LF022  | Government Issue         | No Way Out '82               | 1990  | LP             |
| LF023  | Circle One               | Survive                      | 1991  | compilation    |
| LF024  | Beardsley                | Diamond                      | 1991  | 7"             |
| LF025  | Divers interprètes       | Thanks                       | 1991  | vinyle promo   |
| LF026  | Tesco Vee and White Flag | Hot Rails to Hell            | 1991  | 7"             |

LF11-LF25
Parmi les autres groupes notables sortis chez Lost & Found : Battery, Concrete Sox, Down by Law, Heresy, Ignite, Ryker's, Sick of It All, Youth Brigade, Youth of Today.